# Seventeen Seconds
Seventeen Seconds är det andra studioalbumet av det engelska rockbandet The Cure, utgivet 1980. Albumet blev mycket uppmärksammat  på grund av låtar som "A Forest", "Play for Today" och "At Night". Tillsammans med de följande albumen Faith och Pornography bildas vad man brukar kalla The Trilogy.[källa behövs] Albumet innehåller 10 spår varav 3 är instrumentala. Det finns med i boken  1001 Albums You Must Hear Before You Die.

## Om albumet
Seventeen Seconds utmärks genom sina höga och nästan metronomiska trummor, enkla återkommande gitarrslingor samt den ganska nermixade sången. Albumet är ett viktigt inslag och en milstolpe i The Cures historia  vilket förde dem från de mer pop-punkiga albumen Three Imaginary Boys och Boys Don't Cry vidare till de mörkare albumen Faith och Pornography. Seventeen Seconds markerar denna förändring och är en blandning mellan dessa två perioder.  

## Låtlista
Alla låtar skrivna av Smith/Gallup/Hartley/Tolhurst.
1. "Reflection" – 2:09
2. "Play for Today" – 3:39
3. "Secrets" – 3:20
4. "In Your House" – 4:07
5. "Three" – 2:36
6. "Final Sound" – 0:53
7. "A Forest" – 5:55
8. "M" – 3:03
9. "At Night" – 5:54
10. "Seventeen Seconds" – 4:02